# Фонетика японської мови
В японській мові слова складаються зі складів і мор. Склади є фонетичними одиницями, а мори — фонологічними. Наприклад, слово «іппон» (一本, いっぽん) поділяється на 2 склади — [ip̚.poɴ] та 4 мори — «і-п-по-н» (い・っ・ぽ・ん).
Мори в японській мові можуть бути систематизовані за японською силабічною абеткою каною. У словах «іппон» (いっぽん, [ip̚poɴ]) або «маттаку» (まったく, [mat̚takɯ]) подвоєння приголосної, що записується малим знаком «цу» (っ), вважається окремою морою, хоча фонетично не становить окремого звуку. На противагу цьому, знак «н» (ん), який фонетично змінюється на [ɴ] [m] [n] [ŋ] після наступного звуку, усвідомлюється мовцями як один звук, тому з точки зору фонології вважається однією морою.
Як правило в японській усі мори закінчуються на голосний звук. Через це в мові багато відкритих складів. Виняток становлять мори «цу» (っ) та «н» (ん), які не мають голосних.
В японській мові існує близько 111 мор, що подані нижче. Проте їхній підрахунок різниться між науковцями. Звуки стовпчика «ґа» (が行) в середині або в закінченні слова назалізуються, перетворюючись на звуки стовпчика «нга» (か゜行), проте в мові молодих людей різниця між ними втрачається. Якщо підрахувати кількість мор за винятком звуків стовпчика «нга» (か゜行), їх кількість дорівнюватиме 103. Крім цього, якщо зараховувати звуки іноземного походження, представлені в Таблиці 1, такі як «сє», «тє», «ца», «це», «фа» та інші, то кількість мор буд змінена. На письмі часто зустрічається запис звуку «в» (ヴ), але в японській мові він не вважається самостійною фонемою.
| Мори                                      |                                      |                                      |                                      |                                      |                                    |                                    |                                    |                                    |
| прямий звук (голосні)                     |                                      |                                      |                                      |                                      |                                    |                                    |                                    |                                    |
| /a/ あ                                    | /i/ い                               | /u/ う                               | /e/ え                               | /o/ お                               |                                    |                                    |                                    |                                    |
| прямий звук (приголосний + голосний)      | прямий звук (приголосний + голосний) | прямий звук (приголосний + голосний) | прямий звук (приголосний + голосний) | прямий звук (приголосний + голосний) | палаталізований (пом'якшений) звук | палаталізований (пом'якшений) звук | палаталізований (пом'якшений) звук | палаталізований (пом'якшений) звук |
| /ka/ か                                   | ki/ き                               | /ku/ く                              | /ke/ け                              | /ko/ こ                              | /kia/ きゃ                         | /kiu/ きゅ                         | /kio/ きょ                         | чистий звук                        |
| /sa/ さ                                   | /si/ し                              | /su/ す                              | /se/ せ                              | /so/ そ                              | /sia/ しゃ                         | /siu/ しゅ                         | /sio/ しょ                         | чистий звук                        |
| /ta/ た                                   | /ti/ ち                              | /tu/ つ                              | /te/ て                              | /to/ と                              | /tia/ ちゃ                         | /tiu/ ちゅ                         | /tio/ ちょ                         | чистий звук                        |
| /na/ な                                   | /ni/ に                              | /nu/ ぬ                              | /ne/ ね                              | /no/ の                              | /nia/ にゃ                         | /niu/ にゅ                         | /nio/ にょ                         | чистий звук                        |
| /ha/ は                                   | /hi/ ひ                              | /hu/ ふ                              | /he/ へ                              | /ho/ ほ                              | /hia/ ひゃ                         | /hiu/ ひゅ                         | /hio/ ひょ                         | чистий звук                        |
| /ma/ ま                                   | /mi/ み                              | /mu/ む                              | /me/ め                              | /mo/ も                              | /mia/ みゃ                         | /miu/ みゅ                         | /mio/ みょ                         | чистий звук                        |
| /ɽa/ ら                                   | /ɽi/ り                              | /ɽu/ る                              | /ɽe/ れ                              | /ɽo/ ろ                              | /ɽia/ りゃ                         | /ɽiu/ りゅ                         | /ɽio/ りょ                         |                                    |
| /ga/ が                                   | /gi/ ぎ                              | /gu/ ぐ                              | /ge/ げ                              | /go/ ご                              | /gia/ ぎゃ                         | /giu/ ぎゅ                         | /gio/ ぎょ                         | дзвінкий звук                      |
| /ŋa/ か゜                                 | /ŋi/ き゜                            | /ŋu/ く゜                            | /ŋe/ け゜                            | /ŋo/ こ゜                            | /ŋia/ き゜ゃ                       | /ŋiu/ き゜ゅ                       | /ŋio/ き゜ょ                       | назалізований дзвінкий звук        |
| /za/ ざ                                   | /zi/ じ                              | /zu/ ず                              | /ze/ ぜ                              | /zo/ ぞ                              | /zia/ じゃ                         | /ziu/ じゅ                         | /zio/ じょ                         | дзвінкий звук                      |
| /da/ だ                                   |                                      |                                      | /de/ で                              | /do/ ど                              |                                    |                                    |                                    | дзвінкий звук                      |
| /ba/ ば                                   | /bi/ び                              | /bu/ ぶ                              | /be/ べ                              | /bo/ ぼ                              | /bia/ びゃ                         | /biu/ びゅ                         | /bio/ びょ                         | дзвінкий звук                      |
| /pa/ ぱ                                   | /pi/ ぴ                              | /pu/ ぷ                              | /pe/ ぺ                              | /po/ ぽ                              | /pia/ ぴゃ                         | /piu/ ぴゅ                         | /pio/ ぴょ                         | напівдзвінкий звук                 |
| прямий звук (напівприголосний + голосний) |                                      |                                      |                                      |                                      |                                    |                                    |                                    |                                    |
| /ja/ や                                   |                                      | /ju/ ゆ                              |                                      | /jo/ よ                              |                                    |                                    |                                    |                                    |
| /wa/ わ                                   |                                      |                                      |                                      |                                      |                                    |                                    |                                    |                                    |
| особливі мори                             |                                      |                                      |                                      |                                      |                                    |                                    |                                    |                                    |
| /ɴ/ ん                                    |                                      |                                      |                                      |                                      |                                    |                                    |                                    | назальний звук                     |
| /Q/ っ                                    |                                      |                                      |                                      |                                      |                                    |                                    |                                    | подвоєння                          |
| /R/ ー                                    |                                      |                                      |                                      |                                      |                                    |                                    |                                    | подовження                         |

Для пояснення звукової системи японської мови часто використовується ґодзюон — система упорядкування знаків абетки кани. Ця система відрізняється від таблиці мор, оскільки виникла у 11 столітті і містить знаки для позначення звуків, що не використовуються в сучасній японській мові.

### Голосні

Положення 5 основних голосних звуків при артикуляції. Схематичне зображення ротової порожнини людини оберненої вліво. Чим лівіше розміщений звук, тим сильніше язик виступає вперед, а чим вище положення звук займає, тим рот стає вужчим. Під час вимови звуку [o] губи округляються.

В японській мові існує 5 голосних звуків. У фонології їх фонеми позначаються таким чином:
- /a/ • /i/ • /u/ • /e/ • /o/   (українською — /a/ • /i/ • /у/ • /e/ • /o/)

З позиції фонетики ці 5 голосних звуків записуються так:
- [a] • [i] • [ɯ] • [e] • [o]    (українською — [a] • [i] • [у] • [e] • [o][7])

В японських текстах ці голосні записуються такими літерами японської абетки кана:
- あ ・ い ・ う ・ え ・ お

В японській мові важливе місце займає довгота голосних. На письмі вона позначається знаком довготи (ー) або відповідними літерами для позначення голосних. В фонології її вважають особливою морою і записують окремою фонемою:
- /R/

Фонетично довгота не є окремим звуком, тому її позначають знаком [ː], який додають після голосної:
- [aː] [iː] [ɯː] [eː] [oː]

Залежно від довготи голосного значення слів міняється. Наприклад:
- /tori/ → [tori] (鳥, とり, торі, «птах»)
- /toori/ → [toːri] (通り, とおり, то: рі, «вулиця»)

У сучасній літературній японській мові подовжено вимовляються сполучення /еі/ (えい) та /ou/ (おう) — як довге «е» ([eː]) та довге «о»([oː]). Наприклад:
- /eien/ → [eːen] (永遠, えいえん, ейен, «вічність»)
- /ou/ → [oː] (王, おう, о:, «ван», «король»)

Функцію подовження попереднього голосного у сполученні з іншими знаками абетки кана так само виконують /і/ (い) та /u/ (う). Наприклад:
- /tokei/ → [tokeː] (時計, とけい, токей, «годинник»)
- /sougi/ → [soːgi] (葬儀, そうぎ, соґі, «похорон»)

Винятком з цього правила є регіональна японська мова, зокрема говори західних та південних районів Кюсю та Сікоку, де сполучення /ei/ (えい) вимовляється як «еі» ([ei]), а також окремі слова на зразок «ей» (海鷂魚, えい), в яких присутні подвійний голосний. Крім цього, в мові японців, які чітко вимовляють усі літери, або під час співу, де виспівуються кожна мора, сполучення /еі/ (えい) також звучить як [ei].

### Глухі голосні
Закриті голосні /і/ (い) та /u/ (う) наприкінці слова або в позиції між глухими приголосними часто редукуються. Наприклад:
- /desu/ → [desɯ̥] (です, дес, службова частка в кінці речення)
- /masu/ → [masɯ̥] (ます, мас, службова частка в кінці дієслова наприкінці речення)
- /kiku/ → [kʲi̥kɯ] (菊, きく, кіку, «хризантема»)
- /tikara/ → [ʨi̥kaɾa] (力, ちから, тікара, «сила»)
- /hukai/ → [ɸɯ̥kai] (深い, ふかい, фукай, «глибокий»)
- /hanatu/ → [hanaʦɯ̥] (放つ, はなつ, ханацу, «випускати»)
- /aki/ → [akʲi̥] (秋, あき, акі, «осінь»)

Мора, на яку припадає тоновий наголос, як правило не редуціюється. Проте в живій розмовній мові правило редукції голосних не завжди виконується; це залежить від стилю, швидкості та умов мовлення. В діалекті регіону Кінкі редукція голосних практично відсутня.
Голосні, які передують приголосному звуку «н» (ん) мають тенденцію до назалізації.

### Дифтонги
В японські мові сполучення /ai/, /au/, /ae/, /ui/, /oi/ зазвичай вимовляються як дифтонги:
[ai̯] (ай), [au] (ау), [ae] (ае), [ui̯] (уй), [oi̯] (ой).
Під час чіткої дикції та повільної вимови ці сполучення вимовляються як два окремі звуки:
[a.i] (аї), [a.u] (ау), [a.e] (ае), [u.i] (уї), [o.i] (ої).

### Приголосні
В японській мові існують наступні приголосні звуки, яких з позиції фонології існує 14. Фонеми цих звуків записуються наступним чином.
- /k/ ・ /s/ ・ /t/ ・ /h/ (чистий) (українською — /к/ ・ /с/ ・ /т/ ・ /х/)
- /ɡ/ ・ /z/ ・ /d/ ・ /b/ (дзвінкий) (українською — /ґ/ ・ /з/ ・ /д/ ・ /б/)
- /p/ (напівдзвінкий) (українською — /п/)
- /n/ ・ /m/ ・ /r/ (українською — /н/ ・ /м/ ・ /р/)
- /j/ ・ /w/ (напівприголосний) (українською — /й/ ・ /в/)

З позиції фонетики система приголосних є складнішою.
|                         | білабіальний | альвеолярний | ретрофлексний | альвеолярно-палатальний | палатальний | велярний | увулярний | глотковий |
| проривний               | p b          | t d          |               |                         |             | k ɡ      |           |           |
| назальний               | m            | n            |               |                         |             | ŋ        | ɴ         |           |
| одноударний             |              | ɾ            | ɽ             |                         |             |          |           |           |
| фрикативний             | ɸ            | s z          |               | ɕ ʑ                     | ç           |          |           | h         |
| апроксимант             |              |              |               |                         | j           | ɰ        |           |           |
| африкат                 |              | ʦ ʣ          |               | ʨ ʥ                     |             |          |           |           |
| латеральний апроксимант |              | l            |               |                         |             |          |           |           |

На письмі ці звуки передаються літерами силабічної абетки кана з відповідних стовпчиків: /ka/, /ga/, /sa/, /za/, /ta/, /da/, /na/, /ha/, /ba/, /ba/,/ma/, /ja/, /ɽa/, /wa/ (か ・ が ・ さ ・ ざ ・ た ・ だ ・ な ・ は ・ ば • ぱ • ま ・ や ・ ら ・ わ行)
| стовпчики |         |         |         |         |         |         |         |         |         |         |         |         |         |        |
| /ka/ か   | /ga/ が | /sa/ さ | /za/ ざ | /ta/ た | /da/ だ | /na/ な | /ha/ は | /ba/ ば | /pa/ ぱ | /ma/ ま | /ɽa/ ら | /ja/ や | /wa/ わ | /ɴ/ ん |
| /ki/ き   | /gi/ ぎ | /si/ し | /zi/ じ | /ti/ ち | /di/ ぢ | /ni/ に | /hi/ ひ | /bi/ び | /pi/ ぴ | /mi/ み | /ɽi/ り |         |         |        |
| /ku/ く   | /gu/ ぐ | /su/ す | /zu/ ず | /tu/ つ | /du/ づ | /nu/ ぬ | /hu/ ふ | /bu/ ぶ | /pu/ ぷ | /mu/ む | /ɽu/ る | /ju/ ゆ |         |        |
| /ke/ け   | /ge/ げ | /se/ せ | /ze/ ぜ | /te/ て | /de/ で | /ne/ ね | /he/ へ | /be/ べ | /pe/ ぺ | /me/ め | /ɽe/ れ |         |         |        |
| /ko/ こ   | /go/ ご | /so/ そ | /zo/ ぞ | /to/ と | /do/ ど | /no/ の | /ho/ ほ | /bo/ ぼ | /po/ ぽ | /mo/ も | /ɽo/ ろ | /jo/ よ |         |        |

Зазвичай для фонетичного запису знаків стовпчика /ka/ використовується звук [k], для /sa/ — [s] (інколи [θ]), для /ta/ — [t], для /da/ — [d], для /na/ — [n], для /ha/ — [h], для /ba/ — [b], для /pa/ — [p] і для /ma/ — [m].
Приголосні стовпчика /ra/ на початку слова вимовляються подібно до [d] і є слабопроривним. Деякі мовці вимовляють його як [l]. Точного фонетичного знаку для позначення цього звуку немає, але інколи його записують як дзвінкий ретрофлексний проривний [ɖ]. У середині та наприкінці слова приголосні стовпчика /ra/ перетворюються на одноударний [ɾ] або [ɽ].
Приголосний звук /wa/ як правило позначається велярним [ɰ] (не плутати з [ɯ] («у»)), але деякі японці його часто вимовляють як лабіалізований велярний [w]. Цим фонетичним знаком позначають також звуки, що потрапили з японської мови в іноземну, такі як [wi], [we], [wo], однак багато мовців промовляють їх як [ɯi], [ɯe], [ɯo].
Приголосні стовпчика /za/ на початку слова або після знаку «н» (ん) записуються як африкат [ʣ], а в середині слова — як фрикативний [z]. Частина мовців, незалежно від позиції голосного, завжди послуговується африкатом, але у словах зі складною вимовою інколи міняє його на фрикативний приголосний. Звуки старояпонської мови, які записувалися знаками /di/ (ぢ) і /du/ (づ) зі стовпчика /da/, вимовляються у сучасній мові однаково з знаками /zi/ (じ) та /zu/ (ず).
При додаванні голосної /і/ до приголосних звуків стовпчиків /ka/ і /ma/, відбувається їх «пом'якщення», так зване явище палаталізації. Наприклад:
- /ki/ → [kʲ] (き, кі)
- /mi/ → [mʲ] (み, мі)

Якщо після палаталізованого приголосного слідує голосний /а/, /u/, /о/, то він записується наступним чином:
- /kia/ → [kʲа] (きゃ, кя)
- /kiu/ → [kʲɯ] (きゅ, кю)
- /kio/ → [kʲо] (きょ, кьо)

У японських словах іншомовного походження до палаталізованих приголосних інколи додається /e/:
- /kie/ → [kʲt] (きぇ, кє)

На письмі йотовані склади утворюються шляхом додавання до приголосного рядку /і/ напів-приголосних стовпчику /ja/ маленького розміру:
- き + ゃ /kia/ → [kʲа] (きゃ, кя)
- み + ゅ /miu/ → [ьʲɯ] (みゅ, мю)
- り + ょ /ɽio/ → [rʲо] (りょ, рьо)

При додаванні голосної /і/ до приголосних звуків стовпчиків /sa/, /za/, /ta/, /da/, /ha/, вони не просто палаталізуються, а набувають ознак нового звуку. Наприклад:
- /si/ → [ɕi] (し, між сі • ші)[13]
- /ti/ → [ʨi] (ち, між ті • чі)[14]
- /zi/ → [ʥі] на початку слова і після «н» (ん); [ʑі] в середині слова (じ, між дзі • джі • жі)[15]
- /di/ → так само як /zi/ (ぢ)[16]
- /hi/ → [çі] (ひ, хі)

Залежно від мовця, приголосні зі стовпчиків /na/, /ɽa/ і /ta/ можуть вимовлятися двояко:
- /ni/ → [nʲ] або [ɲʲ] (に, ні)
- /ɽi/ → [rʲ] або [ɽʲ] (に, рі або лі)
- /ti/ → [tʲ] або [cʲ] (に, ті • чі або ці)

У стовпчику /ha/ приголосний мори /hu/ (ふ) звучить як глухий білабіальний фрикатив [ɸ]. Він вважається рудиментом старої звукової системи японської мови, в якій приголосні стовпчику /ha/ еволюціонували у порядку [p] → [ɸ] → [h]. Приголосний фонеми /tu/ (つ) стовпчика /ta/ відповідає звуку [ʦ]. В автентичних японських словах звуки [ɸ] і [ʦ] передують лише звуку [ɯ]:
- /hu/ → [ɸɯ] (ふ, фу)
- /tu/ → [ʦɯ] (つ, цу)

Для передачі іншомовних звуків /fa/, /fs/, /fe/, /fo/ до знаку ふ додаються малі літери ぁ, ぃ, ぇ, ぉ так само як при утворенні йотованих складів. Для написання звуків [t] [tu] [du] використовуються знаки トゥ і ドゥ.
Особливі мори подвоєння, що записується у вигляді маленького /tu/ (っ), і назального звуку «н» (ん) зображаються в фонології як /Q/ і /N/ відповідно. В фонетиці мора подвоєння записується у вигляді подвоєння голосно зі знаком [ ̚ ]. Наприклад:
- [-k̚k-] • [-s̚s-] • [-ɕ̚ɕ-] • [-t̚t-] • [-t̚ʦ-] • [-t̚ʨ-] • [-p̚p-]

Мора /N/, яка назалізується перед голосними, записується різними фонемами залежно від положення у слові:
- [ɴ] — наприкінці слова або коли самостійно виступає окремим словом.
- [m] — перед приголосними /p/ • /b/ • /m/.
- [ŋ] — перед приголосними /k/ • /g/.
- [n] — перед приголосними /t/ • /d/ • /n/
- [ṉ] — перед приголосною /ɽ/.

## Наголос
В японській мові, за винятком деяких діалектів, присутній тоновий наголос, який також називають музичним або плаваючим. Він визначається висотою звуку у слові. Наголос, одиницею якого є мора, вказує на високу або низьку тональність тієї чи іншої мори. Оскільки японська мова має багато омонімів, тоновий наголос є одним із засобів їх розрізнення. Його записують за допомогою формул комбінуванням слів «високий (В) / низький (Н)» наголос, а також стрілочок, які вказують на висоту наголосу.
Наприклад, у токійському діалекті слова «дощ» (雨) і «льодяник» (飴) звучать однаково — «аме», проте саме наголос дозволяє відрізнити їх:
- /áme/ → 「ア↘メ゜」　(雨, «дощ») — наголос має формулу «В — Н». Стрілка ↘ показує зниження висоти звуку після першої мори.
- /аmé/ → 「ア↗メ゜」　(飴, «льодяник») — наголос має формулу «Н — В». Стрілка ↗ показує зростання висоти звуку після першої мори.

Службові відмінкові частки «ґа» (が), «ні» (に), «о» (を) та інші не мають власного наголосу, однак вони приймають його від слова, що передує ним. Наприклад, за відсутності часток наступні омоніми «хасі» мають такий наголос:
- /hasi/ → 「ハ↗シ」 (端, «край») «Н — В».
- /hasí/ → 「ハ↗シ↘」 (橋, «міст») «Н — В».
- /hási/ → 「ハ↘シ」 (箸, «палички для їжі») «В — Н».

Однак при додаванні до них частки «ґа», вона приймає наголос:
- /hasiga/ → 「ハ↗シカ゜」 (端が) «Н — В — В».
- /hasíga/ → 「ハ↗シ↘カ゜」 (橋が) «Н — В — Н».
- /hásiga/→ 「ハ↘シカ゜」 (箸が) «В — Н — Н».

В літературній японській мові наголос розрізняється тим, що обов'язково змінюється з високого на низький після певної мори. Мора, після якої понижується наголос називається «ядром наголосу» (アクセント核), а місце, де цей наголос понижається, називається «зниженням» (下がり目) або «спадом наголосу» (アクセントの滝). Наприклад, в омонімах «хасі» ядро наголосу припадає на такі мори:
- /hasi/ → 「ハ↗シ」 (端, «край») — ядро наголосу відсутнє.
- /hasí/ → 「ハ↗シ↘」 (橋, «міст») — ядро наголосу припадає на 2 мору.
- /hási/ → 「ハ↘シ」 (箸, «палички для їжі») — ядро наголосу припадає на 1 мору.

Залежно від наявності ядра наголосу наголос поділяється на дві групи, які в свою чергу поділяються на типи, відповідно до положення ядра:
- Монотонний наголос (平板式) — ядро наголосу відсутнє.
  - Монотонний тип (平板型)
- Хвилеподібний наголос (起伏式) — ядро наголосу присутнє.
  - Передній високий тип (頭高型) — ядро наголосу припадає на першу мору.
  - Середній високий тип (中高型) — ядро наголосу припадає на мори між першою і останньою морами.
  - Задній високий тип (尾高型) — ядро наголосу припадає на останню мору.

Зазвичай, в словах ядро наголосу відсутнє або знаходиться лише в одному місці слова. Якщо високий наголос понижається один раз, він не може стати високим вдруге. Відповідно, високий наголос може припадати на одну або більше суміжних мор, але не може існувати в двох або більше місцях одного і того ж слова. Тому в японській мові відсутні слова, форма наголосу яких записується як «високий — низький — високий» або «низький — високий — низький — високий — високий». Крім цього, в літературній японській мові існує правило, за яким висота наголосу першої і другої мори слова обов'язково різна, тому слів, що мають формулу наголосу «низький — низький» або «високий — високий —низький», не існує. Відповідно, коли у слові відоме місце спаду наголосу, його висота визначається автоматично для кожної мори, а також слів-часток, що слідують за іменниками.
Наголос в японській мові сильно різниться залежно від діалекту. Загалом виділяють дві великі системи наголосу — токійську та кіотсько-осацьку. Наголос в першій визначається місцем спаду наголосу, а в другій — місцем спаду та вистою наголосу в першій морі. Кіотсько-осацька система наголосу поширена в регіоні Кінкі та частині Сікоку, а токійська система є домінантною практично по всій Японії. Літературна японська мова базується токійському діалекті, тому послуговується токійською системою наголосу. Японські лінгвісти вважають, що розмаїття систем наголосів мало одну основу — кіотсько-осацьку систему, яка оформилася 11 — 12 століттях, і в середині 14 століття дала розвиток регіональним системам наголосу, в тому числі токійській. Різницю між обома системами та взаємозалежність зміни наголосу в них можна побачити на прикладах:
| Токійська                            | Кіотосько-осакська                  |                           |
| /hanága/ → 「ハ↗ナ↘ガ」 «Н — В — Н»  | /hánaga/ → 「ハ↘ナガ」 «В — Н — Н»  | (花が, хана-ґа, «квітка») |
| /jamága/ → 「ヤ↗マ↘ガ」 «Н — В — Н»  | /jámaga/ → 「ヤ↘マガ」 «В — Н — Н»  | (山, яма-ґа, «гора»)      |
| /kazega/ → 「カ↗ゼガ」 «Н — В — В»   | /kazega/ → 「カゼガ」 «В — В — В»   | (風が, кадзе-ґа, «вітер») |
| /mátsuga/ → 「マ↘ツガ」 «В — Н — Н»; | /matsuga/ → 「マツ↗ガ」 «Н — Н — В» | (松が, мацу-ґа, «сосна»)  |

Крім цих двох систем, оригінальними системами наголосу послуговуються жителі заходу і півдня Кюсю, а також частини островів Рюкю. У деяких районах регіону Тохоку та центральній частині Кюсю використання наголосу взагалі не унормоване.